# Breda Ba.27
Il Breda Ba.27 era un aereo da caccia ad ala bassa realizzato dall'azienda italiana Società Italiana Ernesto Breda nei primi anni trenta del XX secolo, e realizzato in una piccola serie per l'esportazione.

## Storia del progetto
Il Ba.27 è stato il primo aereo ad ala bassa costruito in Italia; esso nasce per iniziativa dell'ingegner Cesare Pallavicino che nel 1933, seguendo la tendenza negli anni trenta ad abbandonare la configurazione alare biplana in favore di quella monoplana per la realizzazione degli aerei da caccia, volle anch'esso cimentarsi in un simile progetto. La Regia Aeronautica su iniziativa di Italo Balbo, aveva già acquistato in quel periodo un esemplare dello statunitense Travel Air Model R Mystery Ship, un monoplano da competizione, che aveva ricevuto la MM.185 ed era stato affidato alle prove di valutazione per saggiarne le caratteristiche a confronto dei propri biplani. In seguito a questa iniziativa la Breda ritenne possibile una proposta simile nel caso la Regia Aeronautica avesse deciso di orientarsi sulla nuova soluzione tecnica. Il contratto fu stipulato, come da consuetudine, per la fornitura di due prototipi, ed approvato il 5 marzo 1933.
Il primo prototipo, matricola MM.216, che riprendeva in generale le linee del Mystery Ship, venne completato nel luglio successivo e portato in volo per la prima volta dall'ingegner Ambrogio Colombo. Le prime prove non risultarono pienamente soddisfacenti perché l'apparecchio era gravato da forti vibrazioni, soprattutto in fase di virata, causate si scoprì dall'elica, ed alle quali si ovviò grazie all'intervento dell'ing. Roy Fedden, progettista del motore, che consigliò di sostituirla con un'elica tripala metallica a passo variabile. Con questa modifica si ottenne un velivolo dalle buone caratteristiche e che grazie ai 380 km/h di velocità massima ed un'autonomia di 750 km poteva competere con i biplani Fiat C.R.32 già in dotazione alla Regia, che nelle prime versioni raggiungevano i 360 km/h per 780 km di autonomia. Tuttavia il progetto non riscosse molto interesse in quanto i piloti della Regia, abituati alla maneggevolezza dei biplani, non ritennero necessario dotarsi di un simile velivolo per cui il Ministero dell'Aeronautica declinò l'offerta.
L'azienda tuttavia, avendo a disposizione il secondo prototipo (immatricolato MM.217) con impennaggio modificato ed ingrandito, aveva avviato un importante sviluppo affidato a Giuseppe Panzeri ed Antonio Parano, sul quale la modifica più evidente era lo spostamento, avanzandolo, del posto di pilotaggio, ma che aveva anche sostituito le originali semiali in legno con una struttura interamente metallica, oltre ad una fusoliera più arrotondata. In questa nuova configurazione venne denominato Breda 27 metallico o Breda 27m e portato in volo per la prima volta nel maggio 1934, o secondo altri il 21 giugno 1934. Il velivolo ottenne gli stessi buoni risultati dei precedenti prototipi e venne immatricolato dalla stessa Breda con la matricola civile I-BAWA. Diversamente dal primo prototipo la Regia lo prese comunque in carico come MM.218 nel secondo semestre del 1936 assegnandolo al 5º Stormo d'Assalto, più precisamente alla 86ª Squadriglia del 7º Gruppo Autonomo Caccia Terrestre con i codici 86-9, anche per introdurre i piloti ai nuovi monoplani da assalto in arrivo. La sua vita operativa terminò comunque nel gennaio 1938 con la sua demolizione.
Il modello rimase comunque in produzione grazie all'interessamento della Repubblica di Cina. Nel 1935, durante una visita di una delegazione del dipartimento della difesa di quel paese, rimasero favorevolmente impressionati stipulando un contratto che prevedeva la fornitura di 18 esemplari del Ba.27 Metallico. Gli 11 esemplari che vennero in realtà consegnati andarono ad equipaggiare quello stesso anno il 3º Gruppo Caccia della Chung-Hua Min-Kuo K'ung-Chün che li impiegò nella seconda guerra sino-giapponese fino al 1938.

## Tecnica

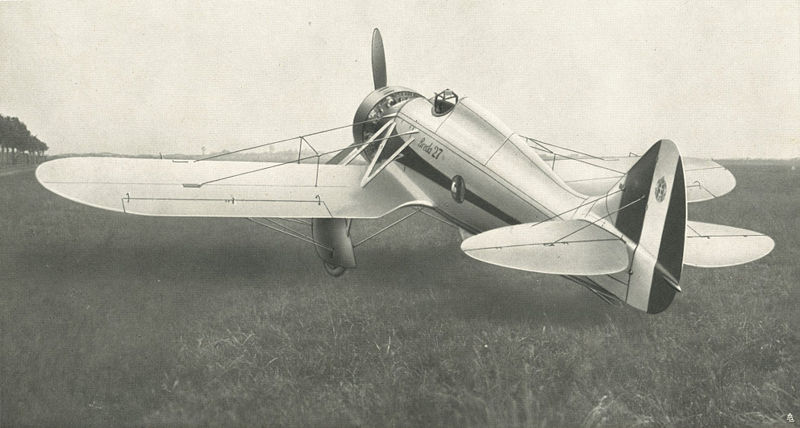
Vista posteriore del Breda Ba.27 Metallico.

Il primo prototipo del Ba.27 (MM.216) era caratterizzato dalla costruzione a tecnica mista. La fusoliera era realizzata in tubi metallici e rivestita con pannelli in duralluminio, dotata di un abitacolo aperto posto all'altezza del bordo d'uscita alare e che terminava in un tradizionale impennaggio monoderiva con i piani orizzontali a semisbalzo. L'ala realizzata in legno era montata bassa a semisbalzo, collegata alla fusoliera tramite montanti ad N collocati sulla parte superiore e numerosi tiranti in filo d'acciaio. Il carrello d'atterraggio era triciclo classico, fisso, anteriormente carenato, con le gambe di forza collocate sotto le semiali e collegate alle ruote di grande diametro tramite ammortizzatori, integrato posteriormente da un pattino d'appoggio anch'esso ammortizzato. La propulsione era affidata ad un motore radiale Alfa Romeo Mercurius, versione italiana del britannico Bristol Mercury IV prodotta su licenza dall'azienda lombarda, capace di 530 CV (390 kW), dotato di anello Townend ed abbinato inizialmente ad un'elica bipala, poi ad una metallica tripala a passo variabile.
Il terzo prototipo (MM.218) venne ribattezzato Ba.27 Metallico per la sostituzione dell'ala con una interamente metallica in luogo della precedente. Inoltre l'abitacolo era stato spostato in avanti anche per ritrovare la necessaria distribuzione di pesi che caratterizzava l'originale. Questa rimase la configurazione avviata alla produzione definitiva.

## Versioni
Ba.27
versione iniziale dotata di abitacolo arretrato ed ala in legno, prodotto in 2 esemplari
Ba.27 Metallico
versione dotata di abitacolo avanzato, fusoliera più arrotondata ed ala metallica, prodotto in 12 esemplari

## Utilizzatori
Cina
- Chung-Hua Min-Kuo K'ung-Chün - 11 esemplari

 Italia
- Regia Aeronautica - un esemplare